# Pachythone thaumaria
Pachythone thaumaria is een vlindersoort uit de familie van de prachtvlinders (Riodinidae), onderfamilie Riodininae.
Pachythone thaumaria werd in 1911 beschreven door Stichel.